# Мерфи (Северна Каролина)
Мерфи (енгл. Murphy) град је у америчкој савезној држави Северна Каролина.

## Демографија
По попису из 2010. године број становника је 1.627, што је 59 (3,8%) становника више него 2000. године.
| Група             | 2000.         | 2010.         |
| Белци             | 1.385 (88,3%) | 1.383 (85,0%) |
| Афроамериканци    | 86 (5,5%)     | 67 (4,1%)     |
| Азијати           | 21 (1,3%)     | 34 (2,1%)     |
| Хиспаноамериканци | 45 (2,9%)     | 68 (4,2%)     |
| Укупно            | 1.568         | 1.627         |